# Dominique Gonzalez-Foerster

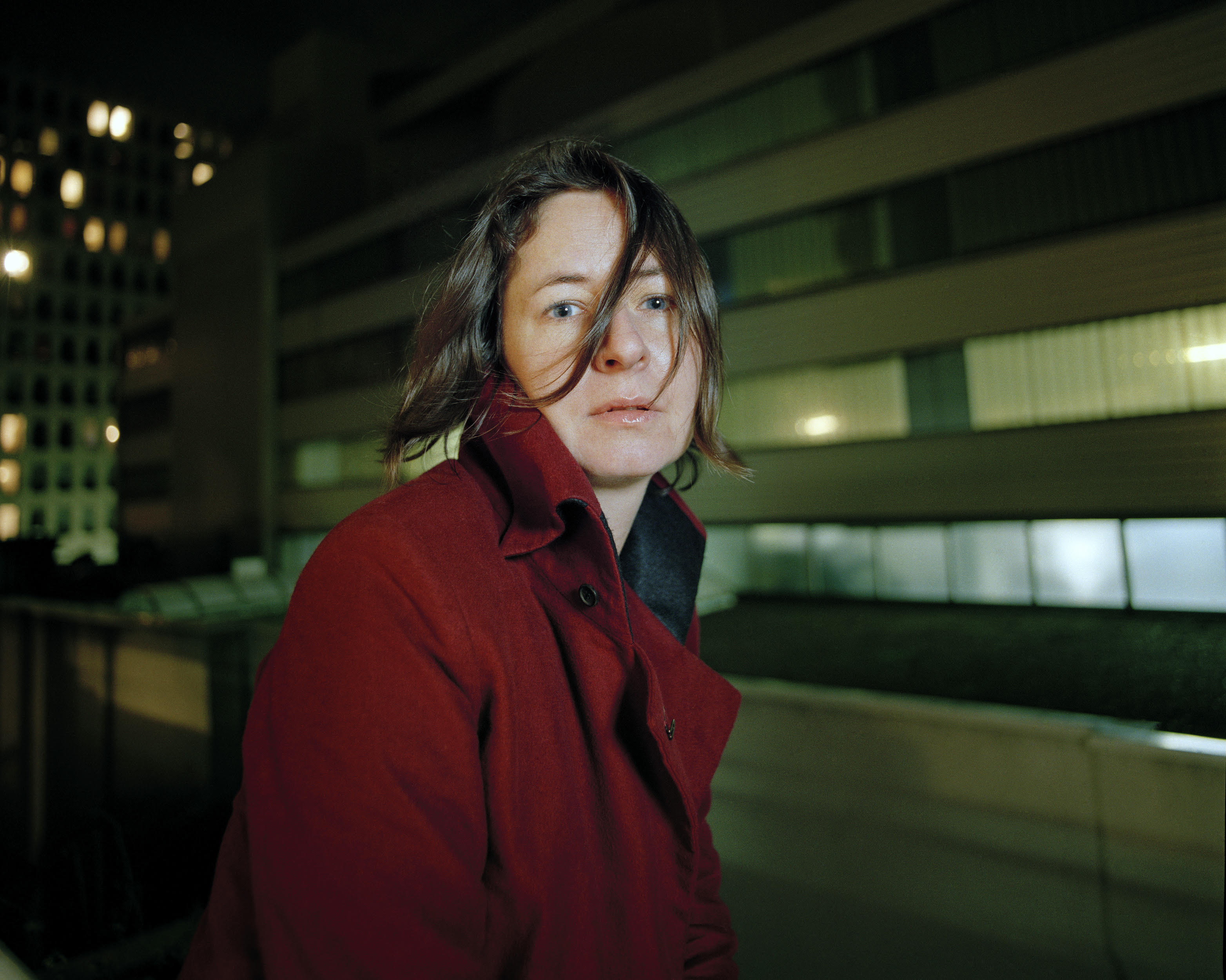
Dominique Gonzalez-Foerster fotografiert von Oliver Mark, Paris 2002

Dominique Gonzalez-Foerster (* 30. Juni 1965 in Straßburg) ist eine französische Installations-, Video- und Konzeptkünstlerin.

## Leben und Werk
Dominique Gonzalez-Foerster wuchs in Grenoble auf und studierte dort an der École du Magasin of the National Centre of Contemporary Art und der Kunstakademie Düsseldorf bei Fritz Schwegler bis 1987. 1989 schloss sie ihr Studium am Institute des Hautes Études en Arts Plastiques in Paris ab.
Dominique Gonzalez-Foerster begann in den 1990er Jahren mit Kurzfilmen. Im Laufe der Jahre hat sie ihre künstlerische Arbeit um verschiedene Medien erweitert. Projektionen, Fotografie und Rauminstallationen kamen hinzu. Sie arbeitete zusammen mit Pierre Huyghe, Liam Gillick und Rirkrit Tiravanija.
Sie schrieb Science-Fiction mit Philippe Parreno und gestaltete Szenenbilder für den Rocksänger Alain Bashung und den Chansonnier Christophe. Zusammen mit Ange Leccia drehte sie den Dokumentarfilm  Christophe... définitivement, der 2022 veröffentlicht und in Cannes für einen L’Œil d’or nominiert wurde. Mit dem Modehaus Balenciaga arbeitete sie in New York und Paris und entwarf ein Haus für einen Sammler in Tokio.

„Dominique Gonzalez-Foersters Arbeiten sind oft von biografischen und literarischen Andeutungen geprägt. Es sind sich entwickelnde Erzählungen, die sich langsam aus unvollständigen Versatzstücken, aus Fotografien, besonders arrangierten Interieurs und persönlichen Details erschließen lassen. Diese Fragmente werden von Gonzalez-Foerster recherchiert und als „Indizien“ für den Betrachter ausgelegt, der dann die „Reparage“ (Gonzalez-Foerster) der Geschichte unternimmt.“

Für die Saison 2015/2016 in der Wiener Staatsoper gestaltete Gonzalez-Foerster im Rahmen der von museum in progress konzipierten Ausstellungsreihe „Eiserner Vorhang“ das Großbild (176 m²) „Helen & Gordon“ – eine Hommage an eine berühmte Fotografie von Helen Frankenthaler, die Gordon Parks in den 1950er-Jahren im Auftrag des Life Magazins anfertigte.

## Ausstellungen (Auswahl)

### Einzelausstellungen
- 2003: Artist in Focus Museum Boijmans Van Beuningen, Rotterdam
- 2010: Screening of De Novo, Tate Gallery of Modern Art, London
- 2011: T.1912, Solomon R. Guggenheim Museum, New York
- 2012: Fahrenheit 451 mit Ari Benjamin Meyers, Tensta Konsthall, Stockholm
- 2013: M.2062 (Scarlett), The Museum of Kyoto, Japan
- 2014: Splendide Hotel, Museo Reina Sofía, Madrid
- 2015: 1887-2058 Centre Georges Pompidou, Paris
- 2015: Helen & Gordon, Eiserner Vorhang 2015/2016, ein Projekt von museum in progress in der Wiener Staatsoper

### Gruppenausstellungen
- 1993: Emergency Biennale di Venezia, Venedig
- 2002: Documenta11, Kassel
- 2006: 27. Biennale von São Paulo, São Paulo
- 2007: Skulptur.Projekte, Münster
- 2008: Vertrautes Terrain, Zentrum für Kunst und Medientechnologie, Karlsruhe
- 2009: Making Worlds, Biennale di Venezia, Venedig
- 2014: M.2062 Manifesta 10, Eremitage, Kurator: Kasper König
- 2021: Internationaler Lantz’scher Skulpturenpark Lohausen „Out here in the wild oats amid the alien corn“, Düsseldorf-Lohausen

## Auszeichnungen (Auswahl)
- 1996: Ludwig Mies van der Rohe Preis in Krefeld
- 2002: Prix Marcel Duchamp